# Le Vagabond qui passe sous une ombrelle trouée
Le Vagabond qui passe sous une ombrelle trouée est un récit autobiographique de Jean d'Ormesson publié en 1978 aux éditions Gallimard.

## Résumé
Jean d'Ormesson fait le récit de ses souvenirs relatifs à ses parents, son expérience au journal Le Figaro, sur la société, la mort, le déclin de la civilisation, sur la littérature et les livres. 

## Éditions
- Le Vagabond qui passe sous une ombrelle trouée, éditions Gallimard, 1978  (ISBN 9782070297962).